# Olivia Wells
Olivia Genevieve Wells (Melbourne, 29 de abril de 1994) é uma modelo e estudante de Medicina que venceu o Miss Universo Austrália 2013. Ela participou do Miss Universo 2013, mas não obteve classificação. 
Olivia também realiza trabalhos sociais.

## Vida pós-Miss Universo
Após participar do Miss Universos, Olivia continuou com trabalhos sociais e estudando Medicina.